# Parafia św. Maksymiliana Kolbego w Lublinie
Parafia Świętego Maksymiliana Kolbego w Lublinie – parafia rzymskokatolicka w Lublinie, należąca do archidiecezji lubelskiej i Dekanatu Lublin – Wschód. Została erygowana 21 grudnia 1982. Obejmuje ulice: Asnyka, Bogusławskiego, Bukowa, Długa, Droga Męczenników Majdanka, Dulęby, Elektryczna, Grochowskiego, Kosmonautów, Kossaka, Krańcowa, Krasickiego, Lotnicza, Niemcewicza, Olchowa, Pawia, Robotnicza, Rozstajna, Sosnowa, Stalowa, Sulisławicka, Tetmajera, Topolowa, Wierzbowa, Wilcza, Źródlana, Żelazna, Żmichowskiej, Żurawia. Kościół parafialny wybudowany w latach 1982–1986. Mieści się przy Drodze Męczenników Majdanka 27.